# Club (Studentenverbindung)

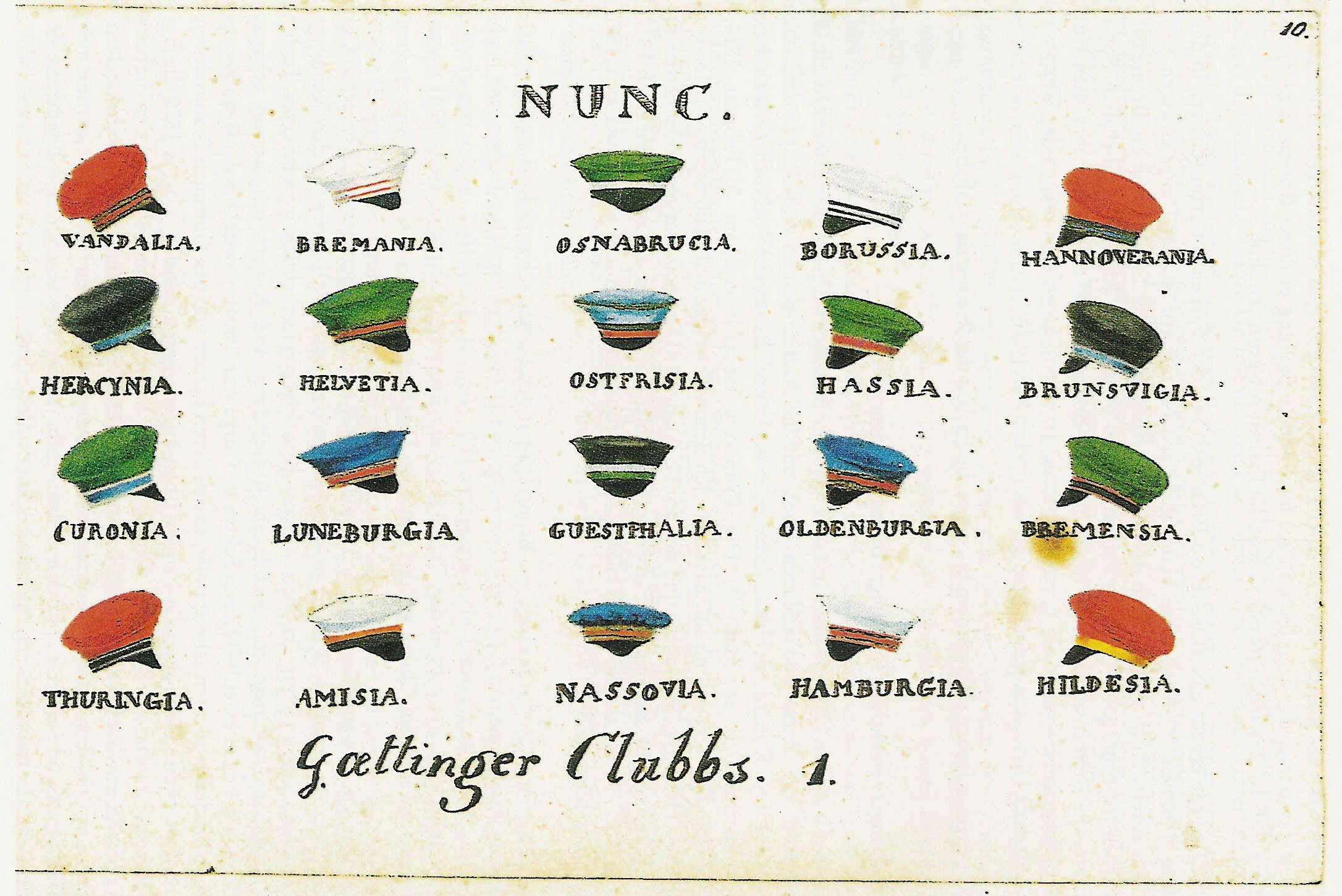
Studentenmützen der Göttinger Clubbs 1

Die Clubs (oder auch Clubbs geschrieben) sind studentische Zusammenschlüsse der ersten Hälfte des 19. Jahrhunderts in Göttingen und Heidelberg. Ihre Wurzeln gehen auf die Landsmannschaften zurück, später wurden sie als Nebenformen der Corps angesehen. Ihr Name weist auf englische Vorbilder hin, da seit 1714 eine Personalunion zwischen Großbritannien und Hannover bestanden hatte. Es ist nicht zweifelsfrei erwiesen, dass es auch Clubs in Hannover bereits im 18. Jahrhundert gegeben hat, die maßgeblich aus Adeligen und der Beamtenschaft bestanden.

## Wesen der Clubs

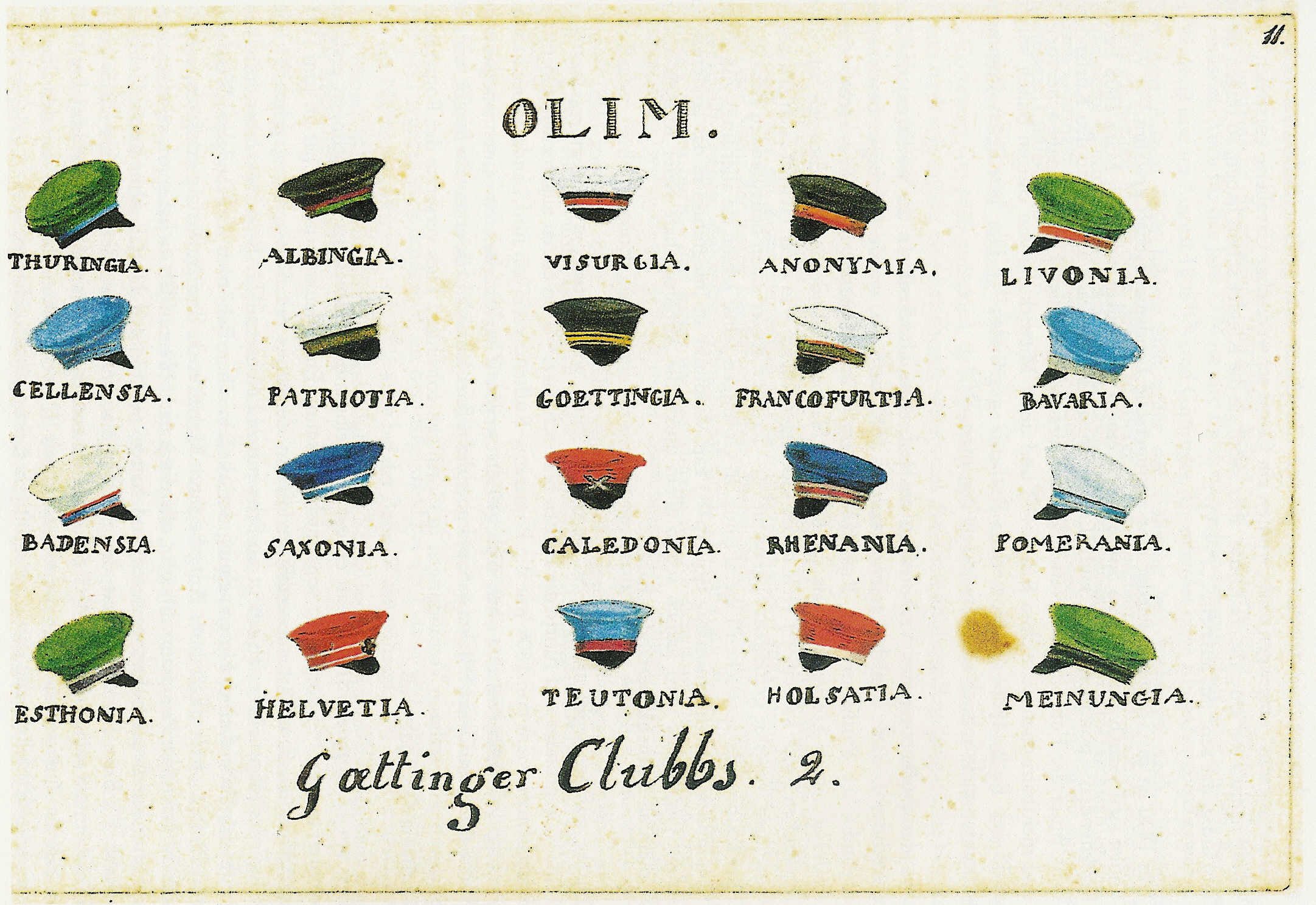
Studentenmützen der Göttinger Clubbs 2

Die Geschichte der Studentenverbindungen des 19. Jahrhunderts ist geprägt von häufigen Verboten und auch Verfolgung durch die Obrigkeit. Umso erstaunlicher ist es da, dass die Clubs von Seiten der Universitätsbehörden der Georg-August-Universität als harmlos eingestuft wurden. So schrieb der Prorektor Professor Gustav von Hugo am 14. Januar 1813 an den kgl. westfälischen Polizeichef, General von Bongars in Kassel, von „Clubs, die nicht nur geduldet, sondern von jeher unseren jungen Leuten gestattet sind.“ Tatsächlich schützten sie rein gesellige Zwecke und ihnen stand ein Präsident vor, während sie in Wirklichkeit eine geheime Waffenverbindung waren.

## Situation in Göttingen
1812 mussten die letzten Landsmannschaften der Hessen und Pommern sich auflösen und dem Prorektor schwören, keine neuen Landsmannschaften mehr zu gründen – noch im gleichen Jahr machten sie unter der Bezeichnung „Corps“ wieder auf. Somit gab es zunächst in Göttingen nur Corps und Clubs, ab 1815 kam noch die alte Göttinger Burschenschaft hinzu, die jedoch durch die gegen sie gerichteten Maßnahmen von Universitätsbehörden und die Übermacht der Corps einen besonders schweren Stand hatte und sich schließlich 1834 endgültig auflösen musste.

## Nebenform der Corps
Die Clubs erkannten den Corps-Comment an. Häufig wurde die Verbindungsform der Clubs gewählt, wenn die Verbindung sich noch zu schwach fühlte oder ihr die Gefahr der Entdeckung zu groß schien. Aus diesen Gründen bestanden vorübergehend aufgelöste Corps häufig als Clubs weiter. An die Stelle des Göttinger Senioren-Convents der Corps trat der Repräsentanten-Convent (RC) der Clubs. Im gleichen Sinne wurden die Bezeichnungen „Waffenverbindung“, „Waffengesellschaft“ oder „Kneipe“ sowie gelegentlich auch „Landsmannschaft“ gebraucht. Ihre Blüte hatten die Göttinger Clubs zwischen 1820 und 1827, und es gab über dreißig Clubs. Bis 1827 wandelten sich jedoch 27 von ihnen in Corps um. Nach der Göttinger Revolution von 1831 und dem Frankfurter Wachensturm von 1833 bestanden zeitweise nur noch drei Corps.